# Rode Halve Maan

Het embleem van de Rode Halve Maan

De Rode Halve Maan (Arabisch: الهلال الأحمر, Persisch:هلال احمر, Turks: Hilâl-i Ahmer, Urdu: ہلالِا حمر en Engels: Red Crescent) is een wereldwijde hulporganisatie die mensen helpt die in rampsituaties verkeren. Zij heeft als symbool een rode halvemaan, die internationaal wordt gebruikt bij de hulpverlening door islamitische organisaties, analoog aan en naast het Rode Kruis. De naam van de organisatie werd op verzoek van het Ottomaanse Rijk in 1906 internationaal erkend.

## Invoering van embleem
In 1876 werd voor het eerst een rode halvemaan gebruikt in de Russisch-Turkse Oorlog. De rode halvemaan werd later door heel wat andere islamitische landen overgenomen. In 1929 werd dit als tweede embleem door de Staten in de Verdragen van Genève erkend. In hetzelfde verdrag werd ook de Rode Zon en Leeuw, die door het toenmalige Perzië werd gebruikt, erkend. Er werd eveneens afgesproken geen bijkomende emblemen op te nemen, om een woekering van emblemen te voorkomen. Heel wat landen wilden immers hun eigen nationaal symbool als embleem erkend zien. Hierachter zat vooral de islamitische zorg dat ook Israël zijn davidster zou gaan gebruiken. De Rode Halve Maan heeft tot 2006 geprotesteerd tegen de toelating van de Israëlische Magen David Adom tot de internationale federatie van het Rode Kruis en de Rode Halve Maan. Onder zware Amerikaanse druk werd in 2006 een compromis bereikt waarbij Magen David Adom de davidster niet buiten Israël mag gebruiken. In plaats daarvan moet een rode ruit worden gebruikt, zoals is vastgelegd in het Derde Aanvullend Protocol bij de Conventies van Genève.

## Keuze voor gebruik
De keuze voor een van de erkende emblemen is een van de voorwaarden waaraan nationale Rode Kruis- of Rode Halve Maanverenigingen moeten voldoen om in de internationale Rode Kruis- en Rode Halve Maanbeweging opgenomen te worden. Een aantal staten kunnen zich niet vinden in de erkende internationale emblemen. Staten die verschillende religieuze bevolkingsgroepen hebben, maken liever geen keuze tussen een van beide emblemen. Dit is bijvoorbeeld het geval voor Eritrea met aanzienlijke islamitische en christelijke bevolkingsgroepen, dat bij voorkeur zowel de halvemaan als het rode kruis gebruikt.